# Вьюнковые
Вьюнко́вые  (лат. Convolvuláceae) — семейство двудольных сростнолепестных вьющихся растений порядка Паслёноцветные (Solanales).
По современной классификации APG IV на декабрь 2023 года семейство вьюнковых насчитывает 59 родов с 1 962 видами однолетних и многолетних трав, полукустарников и кустарников, во всех поясах земного шара, кроме холодного; особенно часты в тропической Азии и Америке, Вест-Индии (центр их распространения); немало также в Австралии и тропической Африке. Ископаемых известно до 10 видов из третичных отложений.

## Ботаническое описание
У большинства вьюнковых стебель завивается спирально вправо (по направлению часовой стрелки) или влево около какой-либо подпоры (см. Вьющиеся растения, Закручивание стеблей, Нутация).
Листья в основном простые, очерёдные (не супротивные) на довольно длинных черешках, цельные и при основании чаще сердцевидные или стреловидные, реже рассечённые на доли.
Цветки правильные, лишь у одного рода двусимметричные, ещё реже однополые. Венчик цельный, крупный колокольчатый или воронковидный, или трубчато-воронковидный, в почке у многих видов свёрнут спирально, иногда складчатый или чешуйчато расположенный, белый или окрашенный в тона розового, синего и фиолетового цветов. Тычинок пять, прикреплённых к основанию венчика; завязь свободная, при основании с кольцевым ободком, одно- или двугнёздная.
Формула цветка: {\displaystyle \ast K_{(5)}\;C_{(5)}\;A_{5}\;G_{({\underline {2}})}}.
Плод — всего чаще шаровидная, редко лопастная коробочка с немногими семенами; у немногих родов плод ягодообразный.

## В культуре
Большое число вьюнковых известно в садоводстве, особенно роды вьюнок (Convolvulus), калистегия (Calystegia), ипомея (Ipomoea).
В России около 22 видов. У некоторых родов корни несут мясистые питательные шишки; таков, например, батат (Ipomoea batatas Lam.), употребляемый в пищу в Японии, Восточной Африке и Бразилии. По другим свойствам замечательны вьюнок (Convolvulus scamonia) и Ipomoea purga, мексиканское растение, мясистый корень которого даёт легкое слабительное средство; корень известен под именем ялапового (radix Jalappae), так как полагали, что он происходит от другого вида того же рода, Ipomoea jalappa, что оказалось неверным.

## Классификация

### Таксономия
Convolvulaceae  Juss., 1789, Gen. Pl. 132
Семейство Вьюнковые входит в порядок Паслёноцветные (Solanales), последовательно входящий в клады Ламииды → Астериды → Суперастериды → Эвдикоты → Цветковые растения. Кладограмма в соответствии с Системой APG IV по состоянию на декабрь 2023 года:
|  |                          |  |                                   |                        |           |  | еще 4 семейства |          |  |            |
|  |                          |  |                                   |                        |           |  |                 |          |  |            |
|  |                          |  |                                   | порядок Паслёноцветные |           |  |                 |          |  |            |
|  |                          |  |                                   |                        |           |  |                 |          |  | 1 962 вида |
|  | клада Цветковые растения |  |                                   |                        | Вьюнковые |  |                 | 59 родов |  |            |
|  | клада Цветковые растения |  |                                   |                        |           |  |                 | 59 родов |  |            |
|  |                          |  | ещё 63 порядка цветковых растений |                        |           |  |                 |          |  |            |
|  |                          |  |                                   |                        |           |  |                 |          |  |            |

### Роды
- Aniseia Choisy
- Argyreia Lour. — Аргирея
- Astripomoea A.Meeuse
- Blinkworthia Choisy
- Bonamia Thouars
- Calycobolus Willd. ex Schult.
- Calystegia R.Br. — Повой
- Camonea Raf.
- Cardiochlamys Oliv.
- Cladostigma Radlk.
- Convolvulus L. — Вьюнок
- Cordisepalum Verdc.
- Cressa L. — Кресса
- Cuscuta L. — Повилика
- Daustinia Buril & A.R.Simões
- Decalobanthus Ooststr.
- Dichondra J.R.Forst. & G.Forst. — Дихондра
- Dicranostyles Benth.
- Dinetus Buch.-Ham. ex D.Don
- Dipteropeltis Hallier f.
- Distimake Raf.
- Duperreya Gaudich.
- Erycibe Roxb. — Эрициба
- Evolvulus L.
- Falkia Thunb. — Фалькия
- Hewittia Wight & Arn.
- Hildebrandtia Vatke — Хильдебрандтия
- Humbertia Lam. — Умбертия
- Hyalocystis Hallier f.
- Ipomoea L. — Ипомея (включая род Turbina Raf. — Турбина)
- Itzaea Standl. & Steyerm.
- Jacquemontia Choisy
- Keraunea Cheek & Sim.-Bianch.
- Lepistemon Blume
- Lepistemonopsis Dammer
- Lysiostyles Benth.
- Maripa Aubl.
- Merremia Dennst. ex Endl. — Мерремия
- Metaporana N.E.Br.
- Nephrophyllum A.Rich. — Нефрофиллум
- Neuropeltis Wall.
- Neuropeltopsis Ooststr.
- Odonellia K.R.Robertson
- Operculina Silva Manso
- Paralepistemon Lejoly & Lisowski
- Petrogenia I.M.Johnst.
- Polymeria R.Br.
- Porana Burm.f.
- Poranopsis Roberty
- Rapona Baill.
- Remirema Kerr
- Rivea Choisy
- Seddera Hochst.
- Stictocardia Hallier f.
- Stylisma Raf.
- Tetralocularia O'Donell
- Tridynamia Gagnep.
- Wilsonia R.Br.
- Xenostegia D.F.Austin & Staples